# Крутой поворот (фильм, 1980)
«Крутой поворот» — фильм по одноимённой повести Сергея Высоцкого.

## Сюжет
Юрий Носов, старший помощник капитана судна, написал заявление, разоблачающее преступную деятельность своих товарищей по работе. Через несколько дней при загадочных обстоятельствах он разбивается на машине. Работники уголовного розыска расследуют дело о гибели морского офицера (он старпом на гражданском судне - т.е. не офицер)…

## В ролях
- Леонид Дьячков — Владимир Петрович
- Василий Корзун — Игорь Васильевич Корнилов
- Андрей Толубеев — Юрий Носов
- Надежда Карпеченко
- Наталья Бражникова
- Виктор Смирнов — Женя Шарымов, четвёртый помощник
- Николай Лавров — Бугаев
- Юзеф Мироненко
- Александр Захаров — лейтенант Коноплёв
- Вадим Семёнов
- Игорь Ефимов
- Юрий Фисенко
- Николай Буров
- Алексей Кожевников — Егоров
- Александр Липов
- Елена Павловская
- Валерий Смоляков
- Станислав Соколов
- Татьяна Тарасова
- Николай Егоров
- Людмила Ксенофонтова — эпизод
- Марина Юрасова — свидетельница

## Съёмочная группа
- Режиссёр: Пётр Журавлёв
- Авторы сценария: Сергей Высоцкий
- Операторы: Роман Черняк
- Художники-постановщики: Николай Субботин
- Композиторы: Валерий Севастьянов и Владимир Габай
- Текст песен:
- Исполнение песен:
- Звукорежиссёр:
- Монтаж: